# Golfo de Spencer
El golfo de Spencer (del inglés: Spencer Gulf) es el más occidental de los dos grandes entrantes marinos localizados en la parte central de la costa meridional de Australia, frente a la Gran Bahía Australiana y perteneciente al estado de Australia del Sur. El golfo tiene 322 km de largo y 129 km de ancho en su boca. La costa occidental del golfo es la península de Eyre, mientras que el lado oriental es la península Yorke, que lo separa del más pequeño golfo Saint Vicent. Las ciudades más grandes en el golfo son Whyalla, Port Pirie y Port Augusta. Entre las localidades más pequeñas en el golfo destacan Wallaroo y Port Broughton.

## Historia
El golfo fue nombrado  por el explorador Matthew Flinders en 1802, en reconocimiento de George Spencer, segundo Earl Spencer, un antepasado de Diana de Gales. El golfo también fue nombrado golfo Bonaparte por el explorador francés Nicolas Baudin, casi al mismo tiempo que Flinders, pero el nombre no cuajó (otros, como la península de Fleurieu, si lo hicieron). El nombre oficial es ahora golfo Spencer.
El área fue explorada por primera vez por tierra por Edward John Eyre en 1839 y 1840-41. Los asentamientos en las costas del golfo comenzaron a finales de la década de 1840.

## Vida silvestre

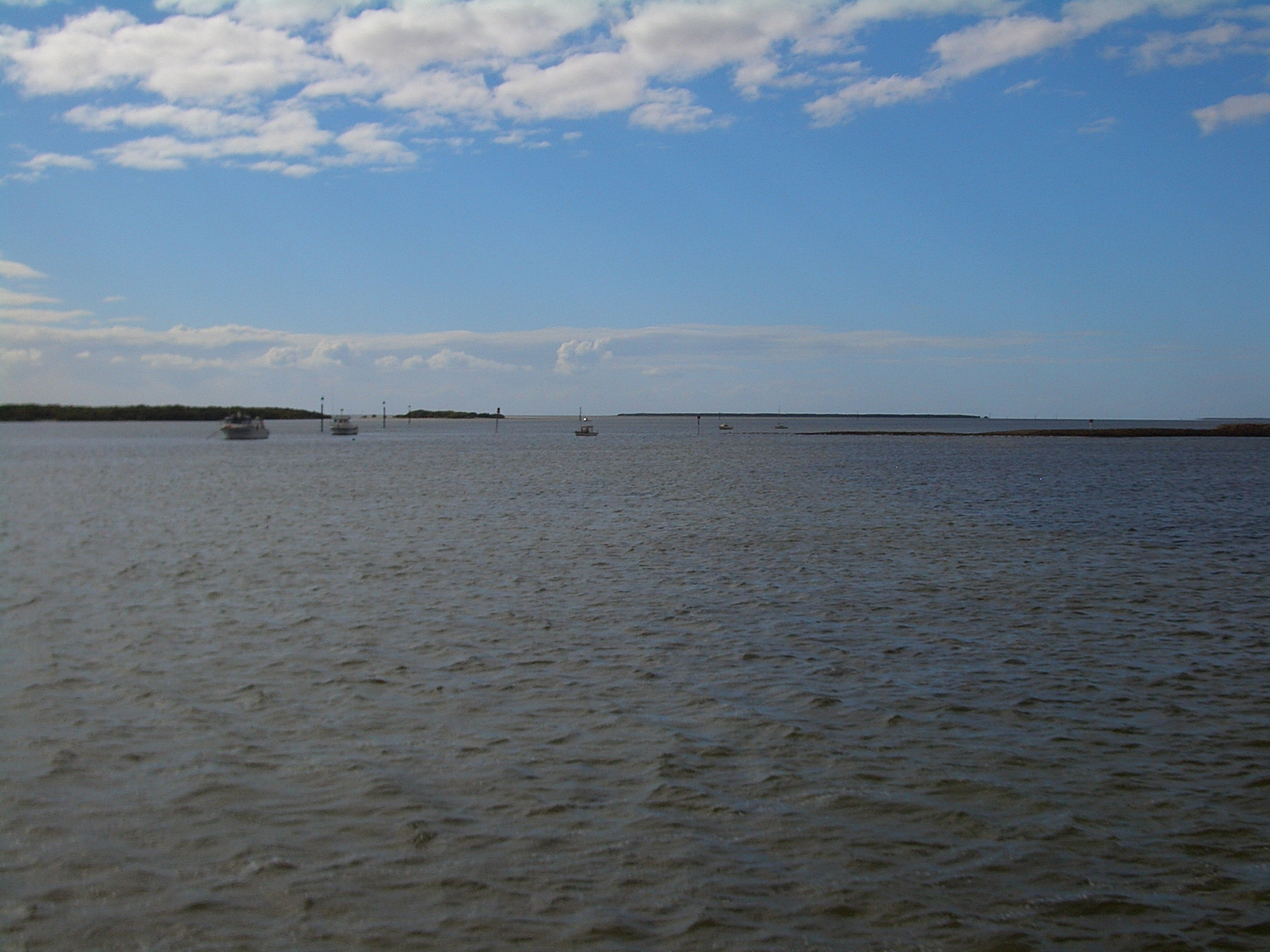
El puerto de Port Broughton, parte del golfo Spencer

El golfo Spencer, en particular, una cierta sección del mismo al norte de Whyalla, es conocido como caldo de cultivo de la sepia gigante australiana. Son el alimento favorito de los delfines locales, que han desarrollado una técnica sofisticada para comer con seguridad esas criaturas. La parte superior del golfo Spencer es también conocida por sus pesquerías de espáridos.
El área alrededor del golfo, las penínsulas Eyre y Yorke, es el Eyre Yorke Block, una bioregion australiana que fue originalmente matorral arbolado, pero que ahora han sido principalmente taladas para la agricultura.